# سايما هارمايا
سايما هارمايا (Saima Harmaja؛ هلسنكي، 8 مايو 1913 - هلسنكي، 21 أبريل 1937) شاعرة وكاتبة فنلندية. عـُرفت بحياتها المأساوية ووفاتها المبكرة، والتي انعكست في قصائدها الشاعرية.
في سن ال 15 ، أصيبت هارمايا بمرض السل الرئوي. كان هنالك مواسم خير ومواسم عجاف، وفي أبريل 1937 توفيت في سن ال 23. كتبت سايما هارمايا مذكراتها ونشرت بعد وفاتها.
تأسس نادي سايما هارمايا - سيورا الأدبي (Saima Harmaja -seura) في ذكراها.

## روابط خارجية
- سايما هارمايا على موقع ميوزك برينز (الإنجليزية)
- سايما هارمايا على موقع أول ميوزيك (الإنجليزية)
- سايما هارمايا على موقع ديسكوغز (الإنجليزية)